# Grnčar (Babušnica)
Grnčar (Servisch cyrillisch Грнчар) is een plaats in de Servische gemeente Babušnica. De plaats telt 159 inwoners (2002).